# Adam Darski

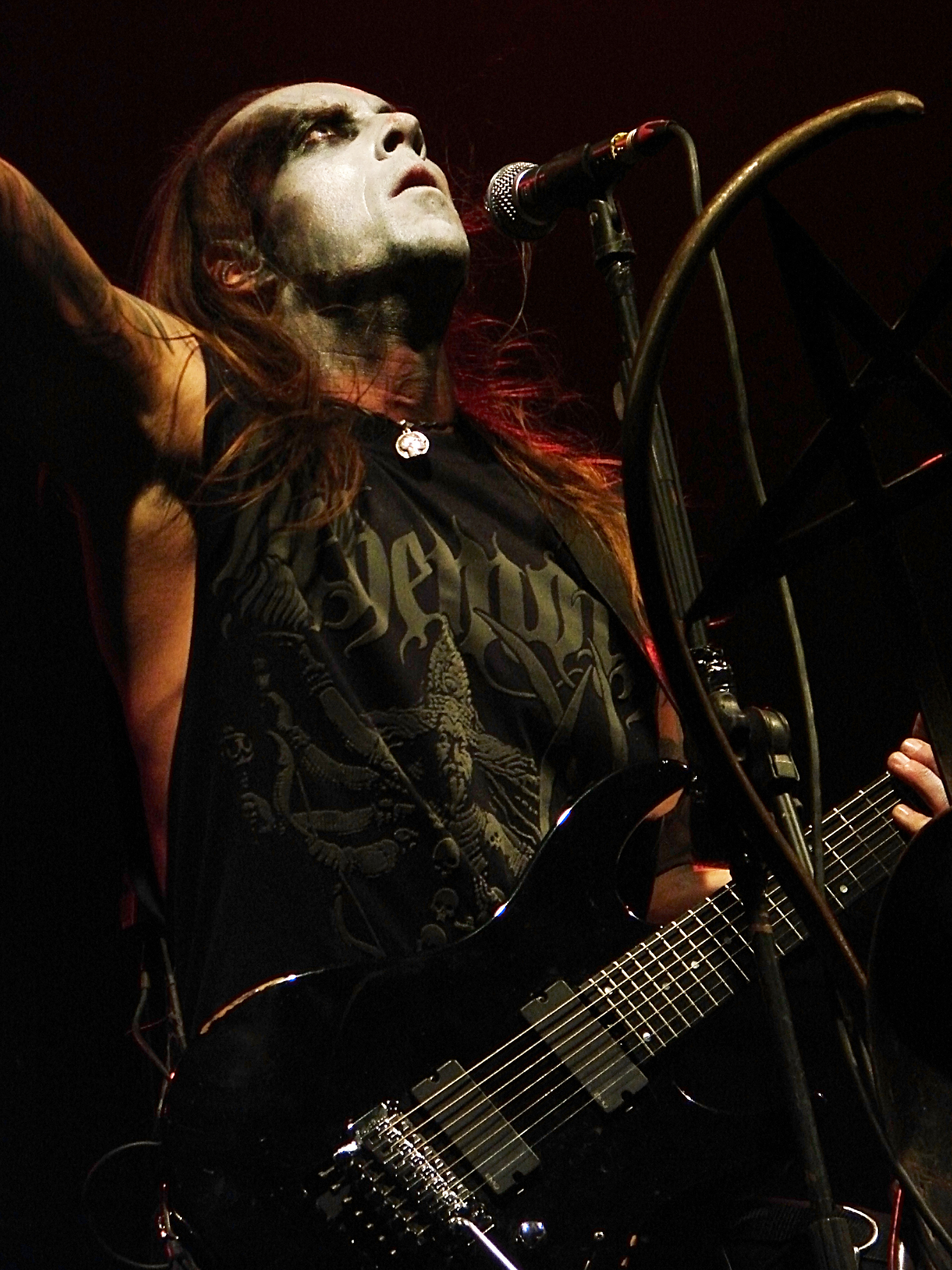
Sänger und Gitarrist Nergal live 2009 in Colfontaine

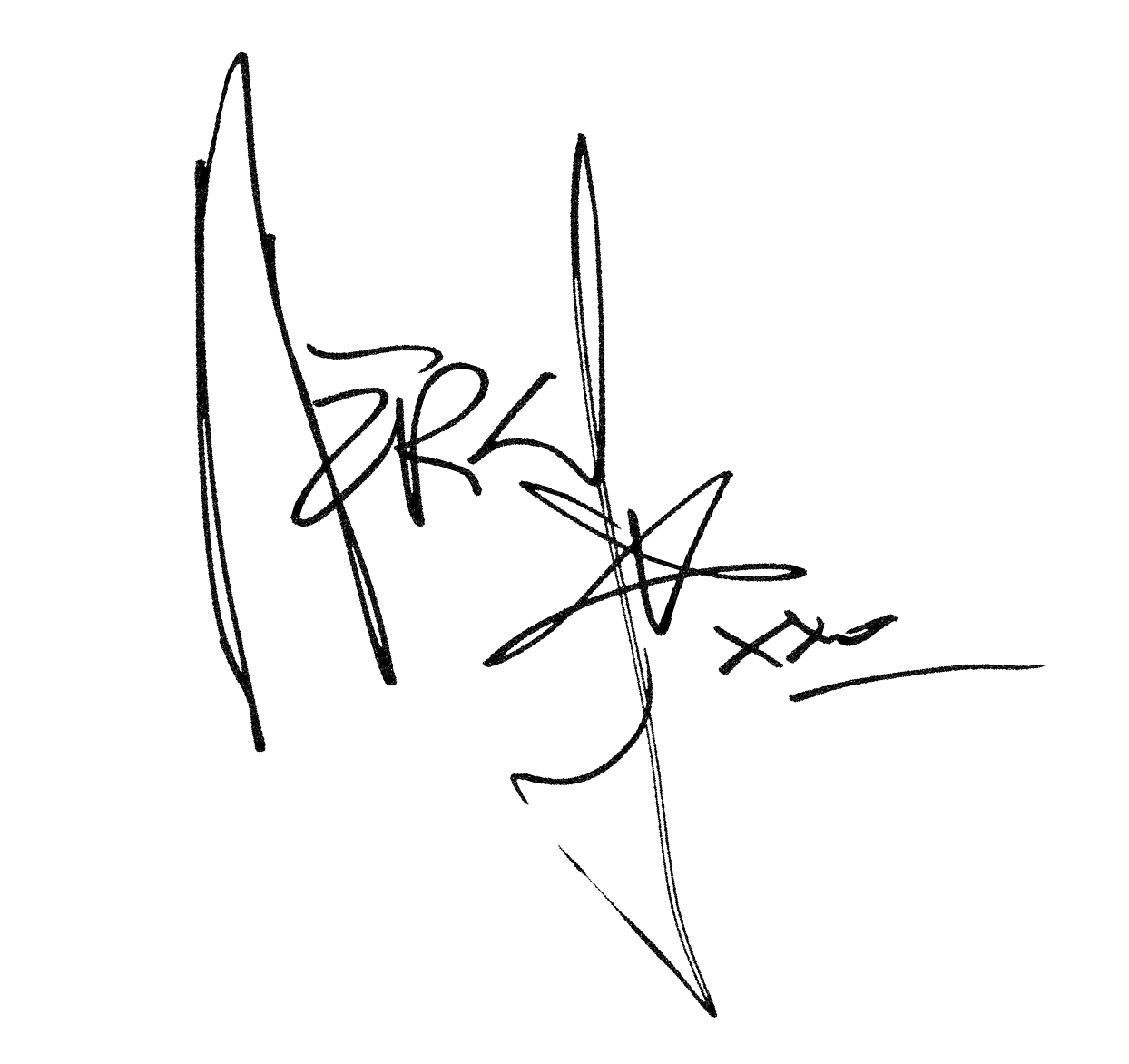
Autogramm

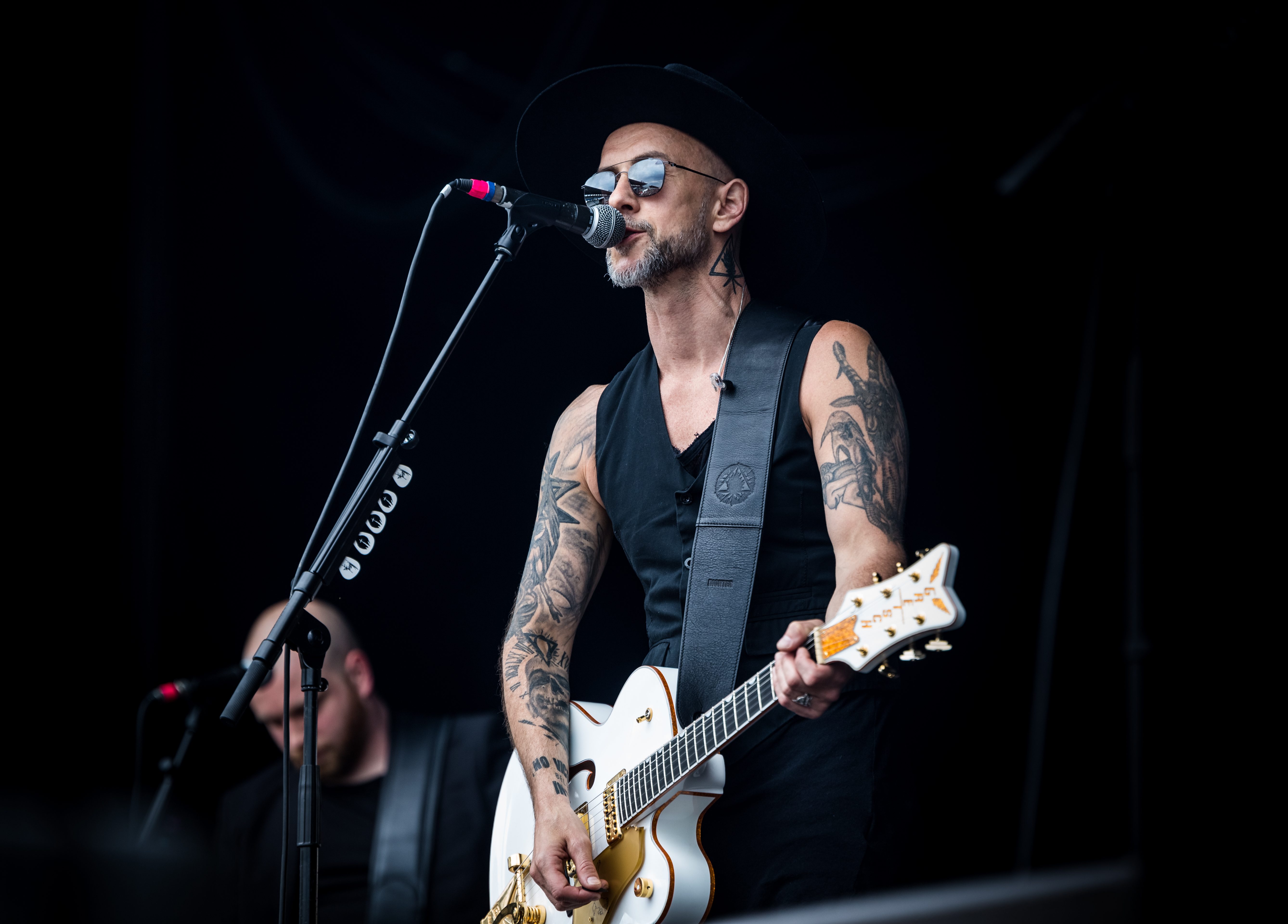
Adam Darski mit Me and That Man beim Rock am Ring 2017

Adam Michał Darski (* 10. Juni 1977 in Gdynia, in Polen), auch bekannt unter dem Künstlernamen Nergal, ist Gitarrist und Sänger der polnischen Band Behemoth. Er ist das letzte verbliebene Gründungsmitglied der Band.

## Leben
Adam Darski wurde christlich erzogen und lernte im Alter von 8 Jahren Gitarre spielen. Als Künstlernamen suchte er sich den Namen der babylonischen Gottheit Nergal aus. Er gründete mit Adam Malinowski und Adam Muraszko 1991 die Band Behemoth, die anfangs Black Metal spielte. Außerdem gehörte er mit Blasphemous von Veles und Venom von Xantotol zu den Gründern des vom norwegischen „Inner Circle“ inspirierten The Temple of the Fullmoon, den Rob Darken von Graveland als idealistischere Kopie des norwegischen Zirkels und als „einzigst [sic!] wahre satanische Organisation in Polen“ bezeichnete. Neben den Gründern gehörten außerdem die an Graveland angeschlossene Gruppe Infernum sowie die Bands Mysteries, Fullmoon, Kohort, Perunwit, Dark Storm, Midnight und Pagan Temple an. Nach Darskis Bruch mit dem TTF folgten eine Anti-Behemoth-Kampagne des TTF und Drohungen gegen ihn und Behemoth. Nach dem Bruch nahm die Organisation einen Wandel zum Rechtsextremismus an.
Nergal schloss an der Universität von Danzig ein sechsjähriges Studium in Geschichte einschließlich eines Jahrs Latein ab. Er ist ausgebildeter Museumskurator.
Am 9. Mai 2009 wurde bekannt, dass Darski eine Beziehung mit der polnischen Sängerin Dorota Rabczewska hat. Am ersten Januar 2010 haben sie sich verlobt. Die Beziehung wurde kurz nach Darskis Entlassung aus dem Krankenhaus beendet.
2012 wurde Nergal für die Rolle des Joachim von Ribbentrop in Juliusz Machulskis AmbaSSada besetzt. Außerdem wirkte er in der Werbung für das polnische Getränk Demon mit und will einen Teil der Einnahmen dem Knochenmarkzentrum DKMS spenden.
2015 veröffentlichte Nergal erste Hörproben eines Akustik-/Folk-Projekts unter Beteiligung des in Polen lebenden britischen Musikers John Porter. Im März 2017 erschien unter dem Namen Me and That Man das Debütalbum Songs of Love and Death, das Anfang April 2017 auf Platz 3 der polnischen Albumcharts debütierte.
Darski ist (Stand April 2021) Inhaber eines Herrenfriseursalons.

## Rechtsstreit mit Fundamentalisten
Eigener Aussage zufolge ist Darski für die Gleichberechtigung von Schwulen und Lesben, für die Trennung von Kirche und Staat, dafür, dass der Kirche in Polen Steuerprivilegien genommen werden und dass das polnische Blasphemiegesetz abgeschafft wird.
Bei einem Konzert in Gdynia im Jahr 2007 zerriss Darski eine Bibel und nannte die Kirche eine „mörderische Sekte des Planeten“. Daraufhin wurde wegen „Förderung des Satanismus“ Beschwerde gegen die Band eingelegt; da aber laut polnischem Recht mindestens zwei Beschwerden vorhanden sein müssen, gab es nur eine Anhörung, in der Darski beteuerte, dass das Zerreißen nur Show gewesen sei, es somit unter künstlerische Freiheit falle und er nicht beabsichtigt habe, religiöse Gefühle zu verletzen. Bei der Anhörung wurde kein Urteil gefällt. Aufgrund neuer Beschwerden wurde die Sache jedoch seit März 2010 erneut vor Gericht verhandelt; Darski drohten nun bis zu 2 Jahre Haft.
Am 28. Juni 2010 wurde bekanntgegeben, dass das zuständige Gericht in Gdynia die Klage schlussendlich abgewiesen hat. Die Richter fassten Darskis Verhalten nicht als Verbrechen auf und konnten in der Bühnenshow keine „Verletzung religiöser Gefühle“ erkennen.
Am 29. Oktober 2012 stellte das oberste Gericht in Warschau fest, „dass eine Person religiöse Empfindungen auch dann verletzt, wenn sie sich bewusst ist, dass ihre Tat die Gefühle anderer verletzen könnte“. Damit muss das Gericht in Danzig neu entscheiden.
2021 wurde er erneut angeklagt, weil er im September 2019 ein Bild veröffentlicht hat, auf welchem er auf das Bildnis der Jungfrau Maria tritt.
Darski hat die Kampagne Ordo Blasfemia (der Name ist angelehnt an die konservative polnische Organisation Ordo Iuris, die in Polen u. a. juristische Verfahren gegen Religionskritiker und LGBT-Aktivisten führt) ins Leben gerufen, die Geld zur Unterstützung von Künstlern sammelt, die in ähnlichen Verfahren angeklagt sind.

## Krankheit
Am 25. August 2010 gab die Band auf ihrer Website bekannt, dass Darski an Leukämie erkrankt sei. Die Krankheit soll so fortgeschritten sein, dass eine Chemotherapie allein nicht mehr ausreichend sei. 

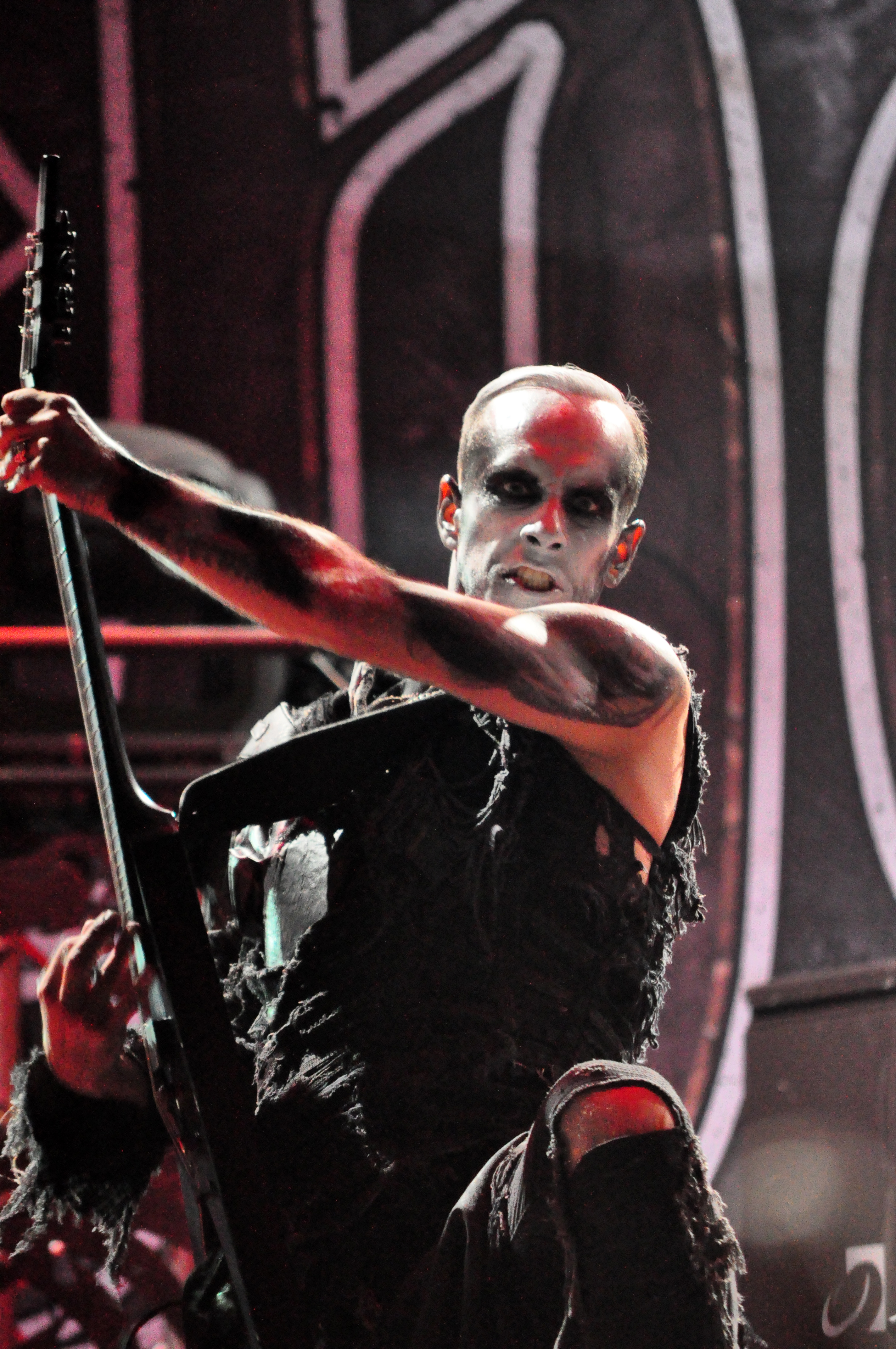
Nergal (2012)

 Darski benötige daher eine Stammzelltransplantation, für die zunächst ein passender Spender gefunden werden müsse. Seine Verlobte hatte sich zwar zu einer Spende bereiterklärt; ihre Stammzellen wiesen jedoch nicht die nötige Übereinstimmung auf, um für eine Transplantation in Frage zu kommen.
Darski sagte Folgendes zu seiner Lage:

„Menschen, die noch schlimmer krank waren als ich, sind geheilt worden, weil sie positiv gedacht haben. Ich glaube sehr an mich, aber man muss sagen, es handelt sich um einen schlimmen Feind.“

Nach vielen Anfragen und Schreiben seiner Fans äußerte sich Darski erneut:

„Aufgrund meiner persönlich ziemlich niedrigen Meinung von Menschen bin ich ziemlich geschockt von den Reaktionen auf meine Krankheit. Ich habe gar nichts erwartet, aber trotzdem ein Feedback bekommen, das alles übertrifft.
Ich lese wirklich jede Mail, die ich bekomme, auch wenn ich nicht alle beantworten kann. Die Kraft eurer Worte ist wahre Magie und ich danke euch allen. Ihr seid eine gigantische, unzerstörbare Armee, die mich während dieser schweren Zeit inspiriert.
Wer die Geschichte von Behemoth kennt weiß, das wir alles durch harte Arbeit und Kompromisslosigkeit erreicht haben. Das gilt auch für mein Privatleben, denn ich bin ein ziemlich starkes Arschloch. Ich habe keinen Glauben, verlasse mich aber auf 100-prozentigen Sieg und bin mir sicher, dass ich stärker denn je aus der Geschichte wieder rauskomme. Sun Tzu hat in „Die Kunst des Krieges“ geschrieben, dass das Ergebnis von tausend Kämpfen dich nicht überraschen kann, wenn du dich und deinen Feind kennst. Mit diesem Nietzsche-Ansatz werde ich der Sieger sein. Wartet es ab.“

Am 17. Januar 2011 wurde Darski aus dem polnischen Krankenhaus Uniwersyteckie Centrum Kliniczne (Gdańsk) entlassen, nachdem er dort drei Wochen zuvor Stammzellen von einem anonymen Spender erhalten hatte.

## Diskografie

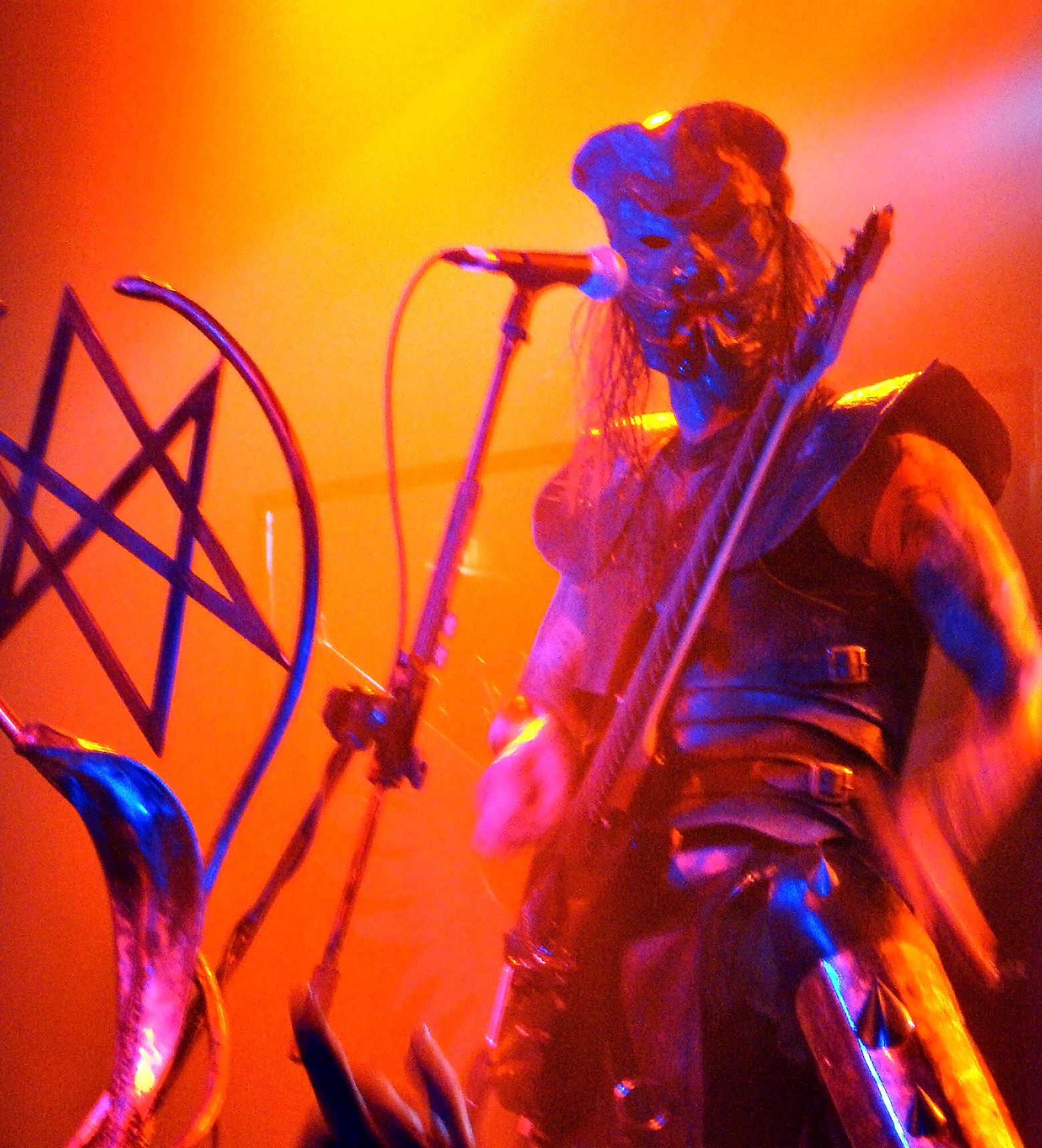
Nergal live in Paris mit Maske

### Mit Behemoth
- siehe Behemoth (Band) #Diskografie

### Mit Me and That Man
- 2017: Songs of Love and Death
- 2020: New Man, New Songs, Same Shit, Vol. 1
- 2021: New Man, New Songs, Same Shit, Vol. 2

### Gastauftritte
- Mastiphal – Nocturnal Landscape (1994)
- Hermh – Crying Crown of Trees (1996)
- December’s Fire – Vae Victis (1996)
- Damnation – Coronation (1997)
- Hefeystos – Psycho Cafe (1998)
- Hangover – Terrorbeer (2002)
- Vader – Revelations (2002)[25]
- Mess Age – Self-Convicted (2002)
- Corruption – Orgasmusica (2003)
- Sweet Noise – Revolta (2003)
- Frontside – Teoria Konspiracji (2008)[26][27]
- The Amenta – n0n (2008)
- Ex Deo – Romulus (2009)[28]
- Czesław Śpiewa – Pop (2010)
- Root – Heritage of Satan (2011)
- Voodoo Gods – Shrunken Head (2012)[29]
- Grzegorz Skawiński – Me & My Guitar (2012)
- Maciej Maleńczuk – Psychocountry (2012)